# Европейска блатна костенурка
Европейската блатна костенурка (Emys orbicularis), също обикновена блатна костенурка, е единственият представител на семейството на блатните костенурки в Европа. Същевременно това е най-широко разпространеният вид на стария континент.

## Физически характеристики
Горната част на черупката (карапакс) е маслиненокафява до черна, с множество жълти точици и черти, разположени радиално по роговите щитчета. Долната страна на черупката (пластрон) е жълтеникава до кафява с тъмни петна. Кожата е в общата окраска – маслиненокафява до черна с характерни жълтеникави ивици.
Дължината на черупката варира от 13 до 20 cm , като в редки случаи достига до 23 cm. Като правило женските индивиди са по-големи от мъжките.

## Разпространение
Ареалът включва иранската част на Каспийско море, Русия, Латвия, Литва, Полша, Чехия, Словакия, Централна Германия, Швейцария, Южна Франция, Испания, Португалия, Мароко, Алжир, Тунис, Корсика, Сардиния, Италия, Гърция, България и Турция.
Постглациални останки са намерени в Швеция, Дания, Холандия и Англия.
В България се среща подвидът E. o. orbicularis, който е разпространен на цялата територия на страната до надморска височина 900 m (в Лозенска планина).

## Местообитание
В повечето области от ареала си, Европейската блатна костенурка може да бъде открита в разнородни бавнотечащи води или блатисти местности, някои от които напълно могат да пресъхнат по време на лятото. Типични примери са дренажни канали, рибарници, блата, езерца, реки и малки потоци, бракичните води на естуарите, крайбрежни водни площи. Характерно за местообитанията е наличието на богата водна растителност. Новоизлюпените малки предпочитат плитки води с не повече от половин метър дълбочина.

## Подвидове
Подвидовете на Европейската блатна костенурка са обект на дискусия.
- E. o. orbicularis (Linnaeus, 1758)
- E. o. capolongoi (Fritz, 1995)
- E. o. colchica (Fritz, 1994)
- E. o. eiselti (Fritz et al., 1998)
- E. o. fritzjuergenobsti (Fritz, 1993)
- E. o. galloitalica (Fritz, 1995)
- E. o. hellenica (Valenciennes, 1832)
- E. o. hispanica (Fritz, Keller & Budde, 1996)
- E. o. iberica (Eichwald, 1831)
- E. o. kurae (Fritz, 1994)
- E. o. lanzai (Fritz, 1995)
- E. o. luteofusca (Fritz, 1989)
- E. o. occidentalis (Fritz, 1993)
- E. o. orientalis (Fritz, 1994)
- E. o. persica (Eichwald, 1831)

## Начин на живот и хранене
Европейската блатна костенурка е активна през деня. Лесно може да бъде притеснена от присъствието на хора или естествени врагове. Това е причина за постепенното ѝ изтласкване от естественото обитание. При най-малката тревога, невероятно бързо се скрива под водата и се заравя в тинята.
Европейската блатна костенурка е предимно хищник, хранещ се с насекоми, ракообразни, мекотели, червеи, риби и земноводни , които улавя главно под водата . Много рядко се храни с водна растителност.
Температурните и климатични изменения в по-голяма част от ареала на Emys orbicularis, са причина за промени в интензивността на метаболизма през различните сезони. През зимата, европейската блатна костенурка изпада в хибернация, но при значително ниски температури – от порядъка на 4 °C до 6 °C. При температури над 10 °C, костенурката е все още активна. Хиберниращите животни се заравят в тинята на водоема, който обитават.

## Размножаване
При европейската блатна костенурка има слаб полов диморфизъм, изразен предимно в окраската на очите – при мъжките екземпляри те са червеникави до кафяви, докато при женските са жълти до бели.
Размножителният период започва непосредствено след пробуждането от хибернация, което настъпва в края на март. След копулацията, женската снася от 3 до 21 овални, бели яйца, покрити с кожеста обвивка. Отлагането на яйцата се осъществява по-често на едно място, но може да се извърши и в няколко (до 3) отделни ямки, които женската изкопава със задните си крака, а след заравянето уплътнява с пластрона си . Това става през май/юни в късните часове на деня. Самите яйца са със средни размери от около 28-33 на 18-20 mm  и тежат средно около 5 грама.
Температурата е важен фактор за определянето на пола, като в границите от 24 до 28 °C се излюпват предимно мъжки индивиди, а при температури над 29 °C предимно женски индивиди . Генетичните фактори при този вид също имат важно и дори водещо значение.
Развитието на яйцата продължава до септември/октомври, като често малките излизат на повърхността едва през следващата пролет .

## Природозащитен статут
- Червен списък на световнозастрашените видове (IUCN Red list) – Почти застрашен (Lower Risk Near Threatened LR/nt)[3]